# Game Boy Color
De Game Boy Color (vaak afgekort tot GBC) is een draagbare spelcomputer van Nintendo en de "grote broer" van de oorspronkelijke Game Boy (nog met een zwart-witbeeldscherm; nog vroeger enkel in groen tinten).

## Geschiedenis
De spelcomputer kwam op de markt in 1998. Alle spelcartridges van de oorspronkelijke Game Boy kunnen ook gespeeld worden met de Game Boy Color.
Het is mogelijk om met deze Game Boy tegen elkaar te spelen via een kabeltje of draadloos via infrarood. Overigens is in de latere Game Boys de mogelijkheid om via infrarood te spelen geschrapt, zoals bij de Game Boy Advance. Daarnaast kan ook een koptelefoon worden aangesloten.

## Modellen
De Game Boy Color is in verschillende kleuren en versies uitgekomen.

### Basiskleuren
Dit zijn de kleuren van het "Color"-logo.
- Paars (Grape)
- Lichtblauw (Teal)
- Lichtgroen (Kiwi)
- Roze (Berry)
- Geel (Dandelion)
- Transparant paars (Atomic Purple)
- Transparante behuizing (Neotones Ice)

### "Limited Edition"-kleuren
- Transparant zwart (Japan, 2000)
- Transparant groen (Japan Toys "R" Us, 2000)
- Ice BLue (Japan Toys "R" Us, 1999)
- Transparant oranje (Japan, Toys "R" Us)
- Transparant blauw (Japan, All Nippon Airways)
- Green 'n' Gold Australian Edition (Australië)

### Special Edition-varianten
- Geel met Tommy Hilfiger-logo
- Lichtpaars met Hello Kitty-logo (Hello Kitty Special Box)

### Pokémon-edities
- Pikachu-editie - geel met blauw, inclusief Pokémonlogo en -artwork en gekleurde knoppen (kwam samen met Pokémon Yellow)
- Zilver en goud. Pokémon-artwork rond het scherm (Verenigde Staten, Toys "R" Us)
- Transparant blauw en wit - inclusief Pokémon-artwork (Hongkong)
- Transparant groen en wit - inclusief Pokémon-artwork (Taiwan)
- Geel met blauw - inclusief logo, artwork en gekleurde knoppen (Australië)
- Pokémon Center - zilver - inclusief Pokémon-artwork en -logo (1999)
- Pokémon Center - oranje en blauw - inclusief Pokémon-artwork en -logo (1999)

## Specificaties

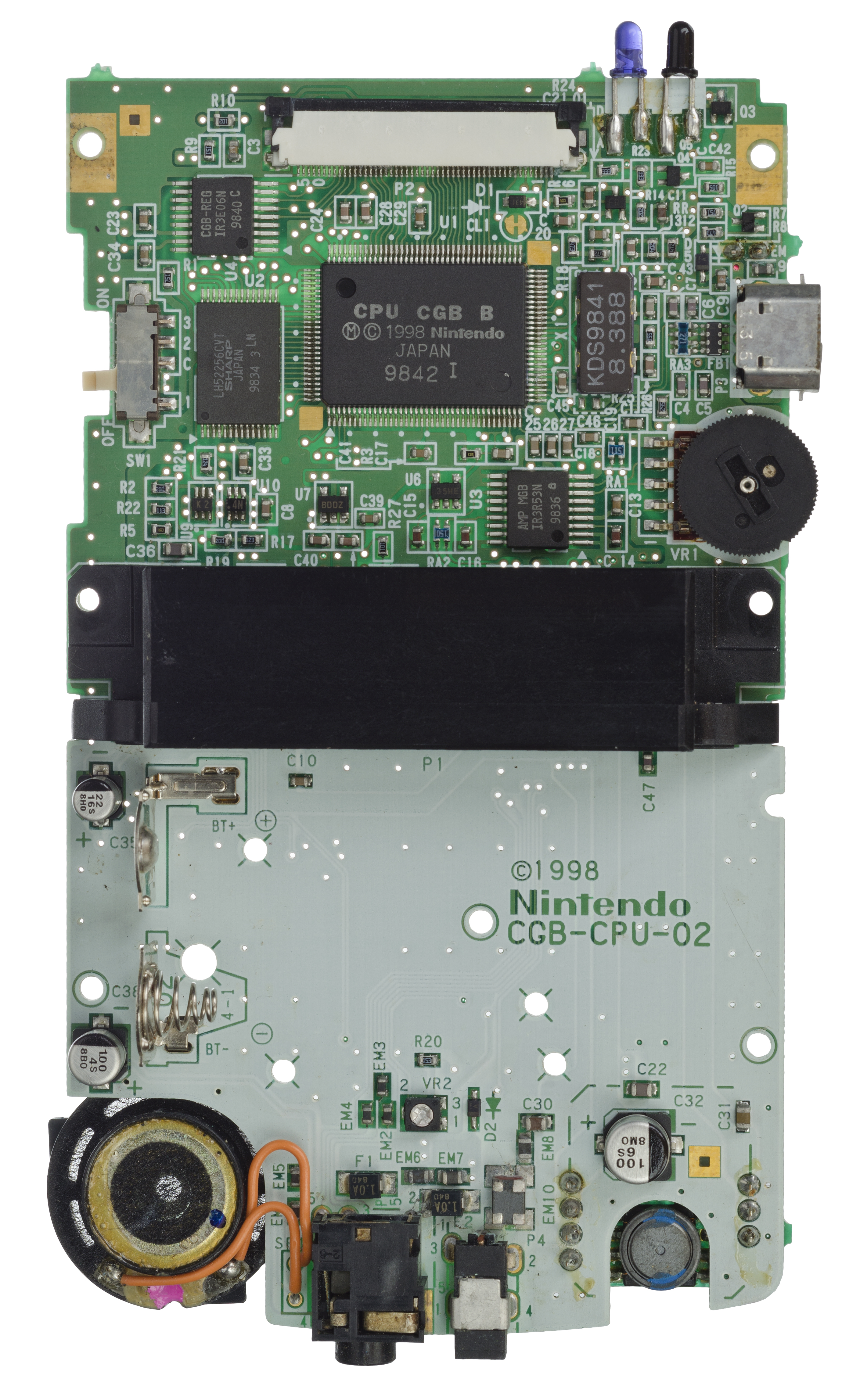
Het moederbord van een Game Boy Color.

- CPU: 8 bit-Sharp LR35902 (Z80-compatible processor), kloksnelheid van 4 MHz of 8 MHz
- RAM-geheugen: 32 kB (extra 128 kB op de spelcartridge)
- Video-RAM: 16 kB
- Maximale ROM-grootte: 8 MB
- Geluid: 2 kanalen, stereo
  - Geluid via speaker (mono)
  - Geluid via 3,5mm-koptelefoonjack (stereo)
- Beeldscherm: zeer reflecterend tft-lcd, 160×144 pixels gemaakt door Sharp
- Kleurenpalet: 32.768 kleuren; ondersteunt 10, 32, of 56 kleuren tegelijkertijd op het scherm
- Besturing: 8 richtingen-D-Pad, A-, B-, select- en startknop
- Communicatie: serieel of infrarood
  - Serieel: 512 kbit/s; om twee spelcomputers te kunnen aansluiten
  - Infrarood: maximaal 2 meter afstand van elkaar
- Voeding: 2 AA-batterijen voor ongeveer 13 uren speeltijd. Een AC-adapter (DC 3 V) was ook beschikbaar.
- Afmetingen: 75×27×133 mm

Spelcomputers · Draagbare spelcomputers (Lijst van draagbare spelcomputers)